# Campeonato Europeo de Triatlón de 2016
El XXXII Campeonato Europeo de Triatlón se celebró en Lisboa (Portugal) entre el 27 y el 29 de mayo de 2016 bajo la organización de la Unión Europea de Triatlón (ETU) y la Federación Portuguesa de Triatlón.
Los 1,5 km de natación se realizaron en la dársena conocida como «Doca dos Olivais», ubicada enfrente del Oceanario, los 40 km de bicicleta y los 10 km de carrera se desarrollaron en un circuito en el Parque de las Naciones, sede de la Expo 98, con la zona de transición y la meta en el interior de la MEO Arena (anteriormente Pabellón Atlántico). 

## Resultados
| Evento       | Oro                                                         | Plata                                                                              | Bronce                                                           |
| ------------ | ----------------------------------------------------------- | ---------------------------------------------------------------------------------- | ---------------------------------------------------------------- |
| Masculino    | Javier Gómez Noya · España                                  | Dmitri Polianski · Rusia                                                           | Andrea Salvisberg · Suiza                                        |
| Femenino     | India Lee Reino Unido                                       | Yuliya Yelistratova · Ucrania                                                      | Zsófia Kovács · Hungría                                          |
| Relevo mixto | Reino Unido Lucy Hall Thomas Bishop India Lee Grant Sheldon | Rusia · Mariya Shorets · Igor Polianski · Alexandra Razarionova · Dmitri Polianski | Hungría · Zsófia Kovács · Tamás Tóth · Margit Vanek · Ákos Vanek |

### Masculino
| Puesto            | Triatleta         | País   |       |       |       | Final   |
| ----------------- | ----------------- | ------ | ----- | ----- | ----- | ------- |
| Medalla de oro    | Javier Gómez Noya | España | 16:55 | 59:45 | 31:25 | 1:49:30 |
| Medalla de plata  | Dmitri Polianski  | Rusia  | 16:51 | 59:51 | 32:02 | 1:50:09 |
| Medalla de bronce | Andrea Salvisberg | Suiza  | 16:49 | 59:47 | 32:31 | 1:50:32 |

### Femenino
| Puesto            | Triatleta           | País        |       |         |       | Final   |
| ----------------- | ------------------- | ----------- | ----- | ------- | ----- | ------- |
| Medalla de oro    | India Lee           | Reino Unido | 18:41 | 1:06:05 | 36:57 | 2:04:03 |
| Medalla de plata  | Yuliya Yelistratova | Ucrania     | 19:11 | 1:07:19 | 35:36 | 2:04:19 |
| Medalla de bronce | Zsófia Kovács       | Hungría     | 18:53 | 1:07:43 | 35:38 | 2:04:24 |

### Relevo mixto
| Puesto            | País        | R1    | R2    | R3    | R4    | Final   |
| ----------------- | ----------- | ----- | ----- | ----- | ----- | ------- |
| Medalla de oro    | Reino Unido | 17:27 | 15:50 | 17:20 | 16:26 | 1:07:03 |
| Medalla de plata  | Rusia       | 17:36 | 15:38 | 17:35 | 16:19 | 1:07:08 |
| Medalla de bronce | Hungría     | 17:30 | 15:47 | 17:15 | 16:47 | 1:07:19 |

## Medallero
| Núm. | País        | Oro | Plata | Bronce | Total |
| ---- | ----------- | --- | ----- | ------ | ----- |
| 1    | Reino Unido | 2   | 0     | 0      | 2     |
| 2    | España      | 1   | 0     | 0      | 1     |
| 3    | Rusia       | 0   | 2     | 0      | 2     |
| 4    | Ucrania     | 0   | 1     | 0      | 1     |
| 5    | Hungría     | 0   | 0     | 2      | 2     |
| 6    | Suiza       | 0   | 0     | 1      | 1     |
|      | TOTAL       | 3   | 3     | 3      | 9     |